# 澥河
澥河，位于中華人民共和國安徽省北部，是怀洪新河左岸一条支流，发源于濉溪县西南五沟镇潘庄（原属白沙乡）西，涡阳、蒙城和濉溪三县交界处，东南流经宿州市埇桥区、怀远县和固镇县，于固镇县南部老胡洼闸注入怀洪新河澥河洼段。全长81公里，流域面积757平方公里。